# 75D/Когоутека
75D/Когоутека (75D/Kohoutek) — короткопериодическая комета из семейства Юпитера, которая была открыта 17 февраля 1975 года чешским астрономом Лубошем Когоутеком в обсерватории Гамбурга. Обладает довольно коротким периодом обращения вокруг Солнца — всего чуть менее 6,67 лет.

Орбита кометы Когоутека и её положение в Солнечной системе

## История наблюдений
На момент обнаружения комета была описана как диффузный объект 14 m звёздной величины. Поскольку удалось сделать лишь один снимок кометы, это сильно усложнило дальнейшие её поиски. В ходе этих поисков им была открыта другая комета, известная сейчас как 76P/Веста — Когоутека — Икемуры. 27 февраля она всё же была найдена как тусклый объект уже 15 m звёздной величины. После объявления этой находки 5 марта J. H. Bulgar из обсерватории Ок-Риджа был сделан снимок кометы с помощью 155-сантиметрового рефлектора, что послужило окончательным подтверждением открытия новой кометы.
На момент открытия комета уже прошла перигелий своей орбиты и её яркость постепенно уменьшалась. Наблюдение кометы состоялось 26 апреля 1976 года. Яркость её ядра на тот момент оценивалась Элизабет Рёмер равной 21,5 m звёздной величины.
Во время следующего своего появления комета вновь была обнаружена 6 августа 1980 года. Это было не самое лучшее сближение — максимальная наблюдаемая яркость кометы составила всего 18m звёздную величину.
Появление кометы 1987 года носило исключительный характер. Повторно она была обнаружена 30 июля 1986 года Томом Герельсом и Джеймсом Скотти в обсерватории Китт-Пик, с яркостью всего около 19,5 m звёздной величины. Но после прохождения перигелия 30 октября 1987 года расстояние между Землёй и кометой значительно уменьшилось, благодаря чему в момент максимального сближения кометы с Землёй (13 января 1988 года), которое составило 0,9467 а. е. (142 млн км), яркость кометы на протяжении двух с половиной месяцев достигла рекордной 13 m звёздной величины. В последний раз комета наблюдалась в обсерватории Мауна-Кеа 19 мая 1988 года.
Во время последующих возвращений 1994, 2001, 2007 и 2014 годов повторно наблюдать комету так и не удалось. В связи с этим индекс «P» (периодическая) после её порядкового номера был заменён на индекс «D» (потерянная).
Согласно расчётам астрономов, если орбита кометы не изменилась, то во время следующего сближения с Зёмлёй в октябре 2020 года комету можно будет обнаружить в созвездии Рыб.

## Орбита кометы
Орбитальный анализ показал, что из-за гравитационного воздействия Юпитера параметры орбиты данной кометы неоднократно подвергались значительным изменениям с его стороны. Ближайшее из них произошло 28 июля 1972 года, незадолго до открытия кометы. В тот день комета пролетела мимо Юпитера на расстоянии всего около 0,143 а. е. (21,4 млн км), что вызвало уменьшение периода обращения кометы вокруг Солнца с 8,5 до 6,67 года, а расстояние перигелия с 2,51 а. е. до 1,78 а. е.
Из-за того, что афелий орбиты у данной кометы находится в районе орбиты Юпитера, значительную часть времени комета проводит именно там, что значительно увеличивает вероятность дальнейших изменений её орбиты. Следующее тесное сближение с Юпитером состоится в 2032 году, когда она подойдёт к планете на расстояние 0,29 а. е. (43,5 млн км), что вызовет очередное изменение орбиты: уменьшение периода обращения до 5,85 года и перигелий до 1,38 а. е. 
В будущем ожидаются сближение кометы 75D/Когоутека и с нашей планетой (до 0,3 — 0,4 а. е.), что должно облегчить наблюдения данной кометы.